# Léon Maricq
Léon Maricq (Hamme-Mille, 7 juni 1929 - Sint-Lambrechts-Woluwe, 5 november 2015) was FDF-burgemeester van Kraainem van 1977 tot 2000. Hij kwam op met zijn Lijst van burgemeester Maricq (LBM) die in 1982 48,46% behaalde en daarna in 1988 en 1994 telkens een absolute meerderheid met respectievelijk 72,59% en 74,46%. Omdat hij mettertijd veel gematigder werd tegenover de Vlamingen en de taalwetten beter respecteerde, verloor hij in 2000 echter zijn meerderheid (met slechts 27,51%) en behaalde een andere Franstalige lijst (Union) de meerderheid. De lijst van Maricq kwam niet meer op bij de volgende verkiezingen.